# Erholungspark Lößnig-Dölitz

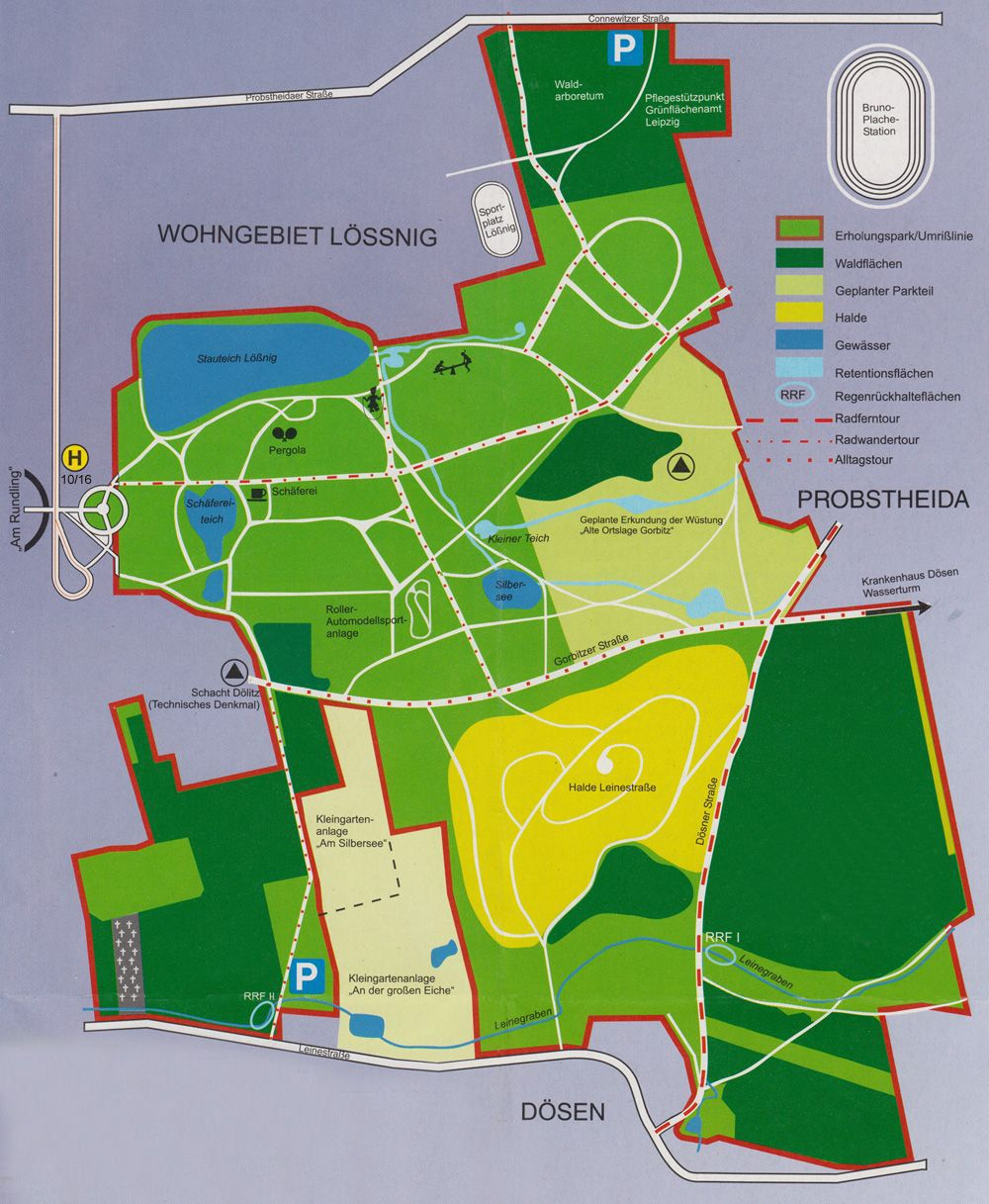
Plan des Landschaftsschutzgebietes Lößnig-Dölitz. Der obere Teil ist der Erholungspark Lößnig-Dölitz.

Der Erholungspark Lößnig-Dölitz ist eine der jüngsten und größten Parkanlagen in Leipzig. Er entstand auf einem Gelände, unter dem ehemals untertägiger Braunkohleabbau betrieben wurde. Der Park ist ein weitläufiges von Einzelbäumen und Baumgruppen bestandenes und von Wasserflächen durchsetztes Wiesengelände mit unterschiedlichen Erlebnisbereichen.

## Lage und Größe

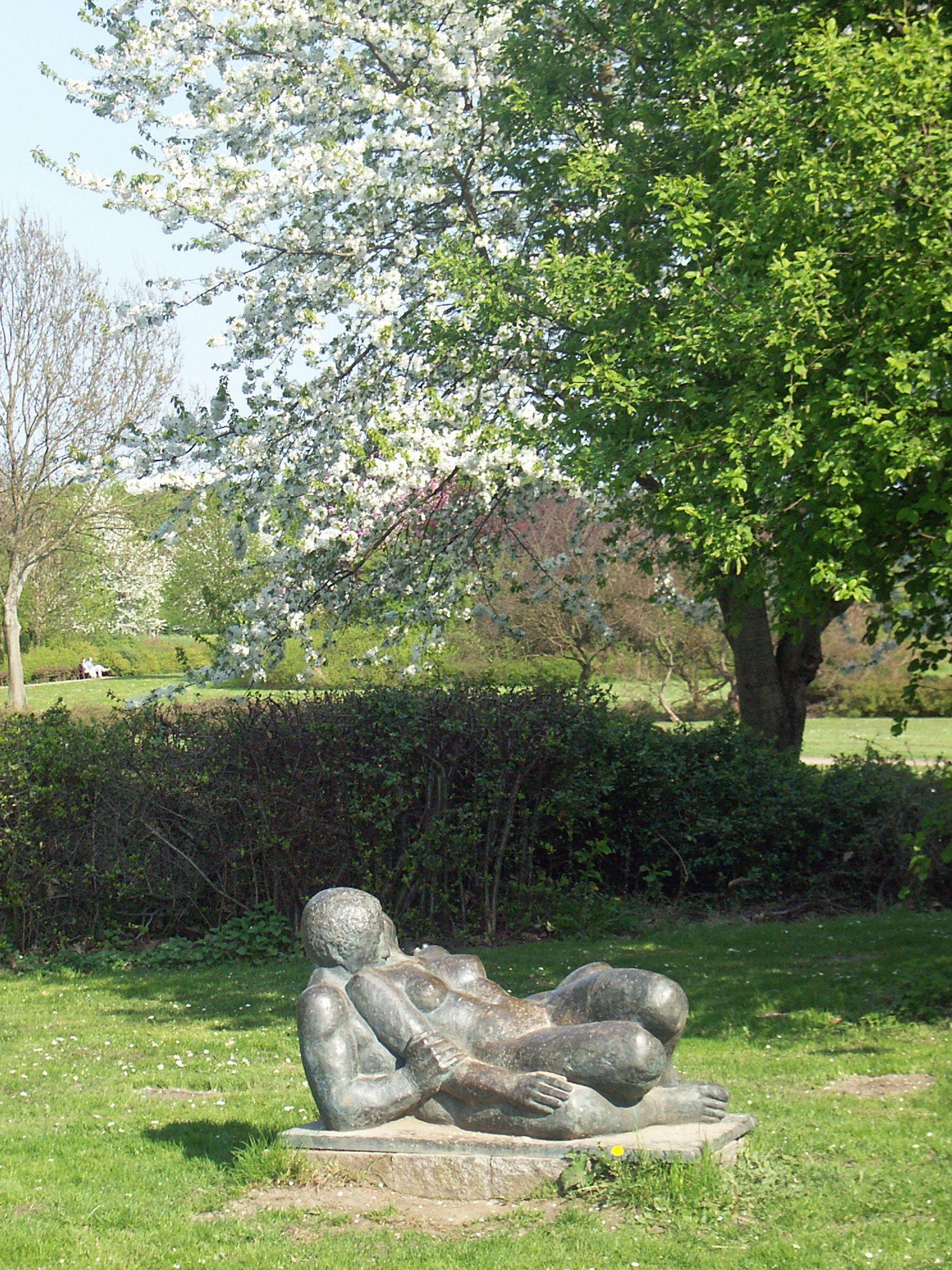
Frühling im Park

Der Erholungspark Lößnig-Dölitz liegt im Süden der Stadt und umfasst Gebiete der Stadtteile Lößnig, Dölitz, Dösen und Probstheida. Er wird im Norden begrenzt durch das Neubaugebiet Lößnig, Kleingärten, einen Sportplatz und die Connewitzer Straße, im Osten durch zu Probstheida gehörende Kleingartenanlagen, im Süden durch die Gorbitzer Straße und im Westen wiederum durch Kleingärten, die ehemalige Schachtanlage Dölitz und die Wohnbebauung des Rundlings. Er ist über die Endstelle Lößnig mit den Straßenbahnlinien 10 und 16 zu erreichen. Die Fläche des Parks beträgt 95 Hektar.
Mitunter wird auch die sich südlich anschließende jetzt begrünte ehemalige Müllhalde Leinestraße und das östlich anschließende Waldgebiet zum Park gezählt. Das Gesamtgelände ist das Landschaftsschutzgebiet Lößnig-Dölitz mit einer Fläche von 395 Hektar. Das Erholungsgebiet ist ein wichtiges Bindeglied im Verlauf des südöstlichen Leipziger Grünzuges, der sich von der historischen Kleingartenanlage Johannistal über den Friedenspark, den Wilhelm-Külz-Park, den Südfriedhof, das durch Bauabsichten gefährdete Markkleeberger Weinteichgraben-Gebiet bis hin zur Bergbaufolgelandschaft des Tagebaus Espenhain mit dem Markkleeberger und dem Störmthaler See erstreckt.

## Geschichte

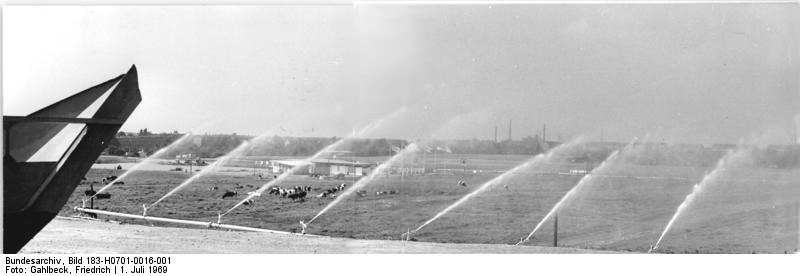
Bewässerungsdemonstration auf dem Gelände des heutigen Parks während der „agra“-Ausstellung 1969

Im Jahre 1959 wurde in der Braunkohlentiefbaugrube Schacht Dölitz die Förderung von Braunkohle wegen Unrentabilität eingestellt. Bis dahin war in einem Bereich von etwa 400 Hektar östlich des Schachtes in 60 bis 80 Meter Tiefe Braunkohle abgebaut worden. Anschließend wurden die Strecken zum großen Teil wieder verfüllt. Dennoch kam es teilweise zu Absenkungen, die eine landwirtschaftliche Nutzung des Gebietes aber noch zuließen.
Seit den 1960er-Jahren nutzte die jährliche Landwirtschaftsausstellung der DDR „agra“ in Markkleeberg große Teile des Bereichs zur Feld-Demonstration neuer landwirtschaftlicher Techniken und Methoden.
Von 1971 bis 1975 wurde im benachbarten Gebiet um die Zwickauer Straße in Lößnig ein Neubaugebiet mit über 3000 Wohnungen errichtet, wodurch ein akuter Naherholungsbedarf entstand. Dafür bot sich nun das Bruchfeld der Grube an, das bereits 1962 den Status eines Landschaftsschutzgebietes erhalten hatte. Von 1975 bis 1984 entstand in seinem Mittelteil schrittweise der Erholungspark. Unter Beachtung der landschaftlichen Gegebenheiten wie Geländerelief, Gehölzbestand und Gewässer wurden Parkräume, Pflanzungen und ein Wegenetz festgelegt. 1994 wurde nochmals ein landschaftsplanerisches Entwicklungskonzept erarbeitet, das beispielsweise weitere Aufforstungen und die Integration der Biotope vorsah.

## Erlebnisbereiche

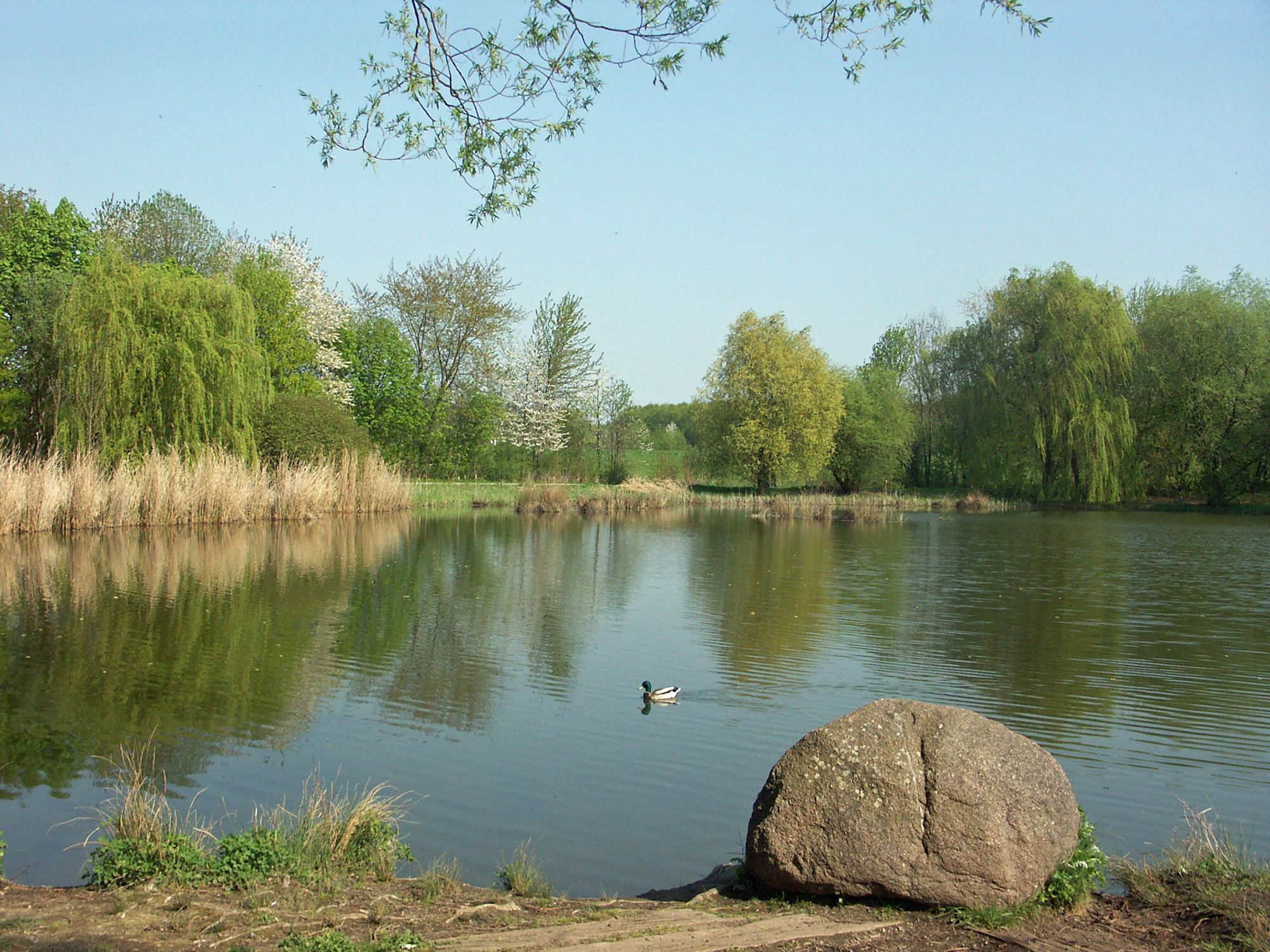
Der Silbersee

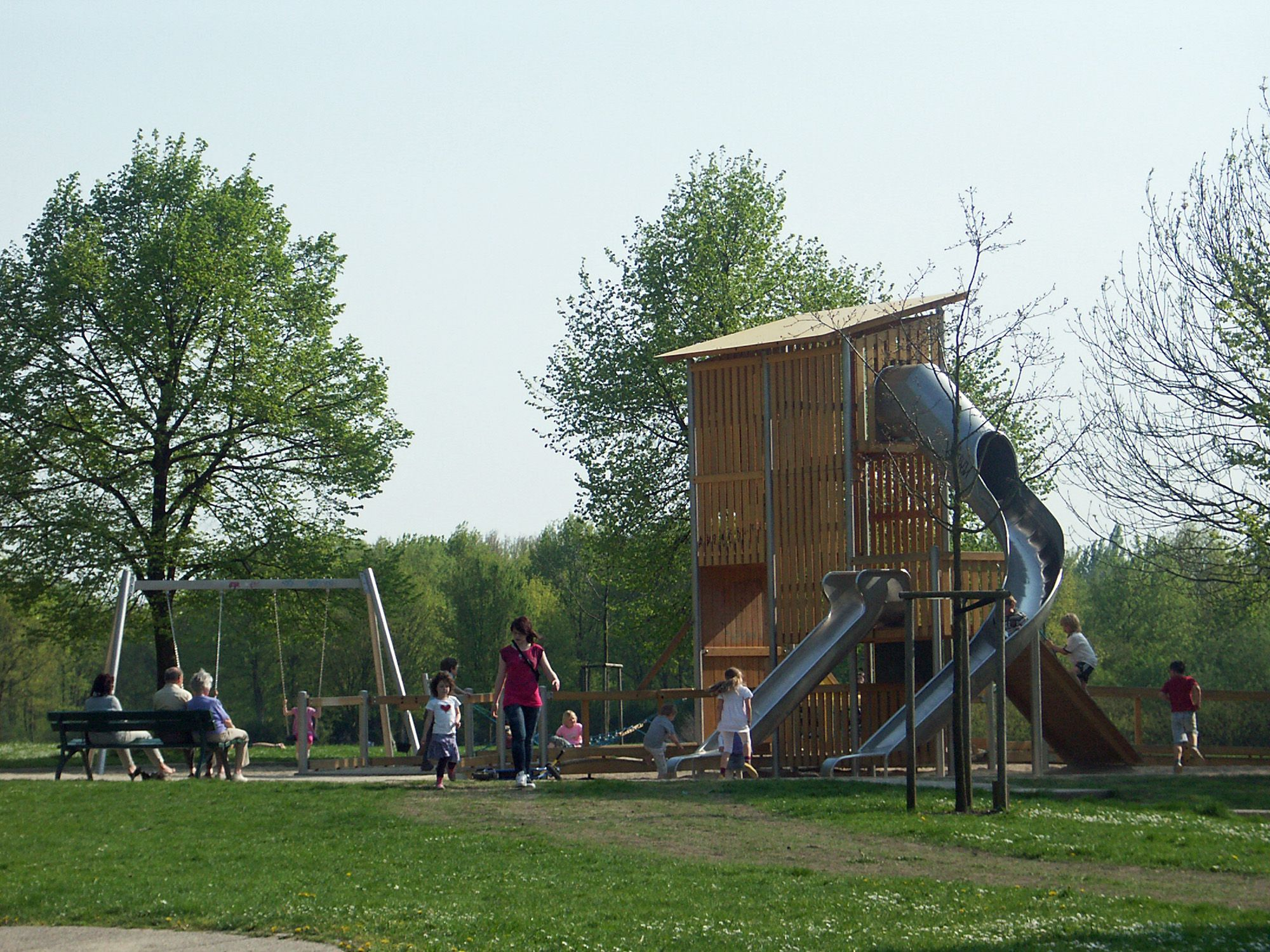
Spielplatz

### Wasserflächen
Die größte der drei Wasserflächen des Parks ist der Stauteich. Er entstand, als Ende der 1960er-Jahre an einem kleinen Rinnsal durch eine feuchte Senke ein Damm errichtet wurde, um einen Wasservorrat zu gewinnen, der zur Demonstration von Beregnungsanlagen auf den benachbarten Schaufeldern der agra-Ausstellung genutzt wurde. Er besitzt eine Fläche von 5,52 Hektar. Er wurde 1993 zum Flächennaturdenkmal erklärt und bietet heute mit seiner Schilfzone Wasservögeln und Kleinlebewesen idealen Lebensraum. Weil durch das Hochwasser 2013 Schäden verursacht worden waren, mussten Damm und Regelorgane erneuert werden. Der Stauteich wird oft, allerdings unzutreffend, als Silbersee bezeichnet.
Der Silbersee ist mit 0,74 Hektar das kleinste der Parkgewässer. Er liegt im zentralen Bereich des Parks und ist durch einen trichterförmigen Einbruch eines unverfüllten Grubenbaus entstanden, in welchem sich im Laufe der Jahre Oberflächenwasser sammelte. Er ist bereits in einem Stadtplan von 1946 noch ohne Namen verzeichnet.
Der Schäfereiteich (1,21 Hektar) liegt wie der Stauteich im westlichen Bereich des Parks und ist ebenfalls in einer Einsturzsenke des Bergbaugebietes entstanden. Auch er hat wie der Silbersee Röhrichtbereiche am Ufer, die spezielle Biotope ermöglichen.
Zu den Teichen und zwischen ihnen verlaufen Gräben (Lößniger Stauteichgraben, Silberseegraben, Schäfereiteichgraben), die jedoch nicht ständig Wasser führen und bei hohem Wasserangebot noch weitere kleine Wasserflächen bilden können.

### Sport und Spiel
In dem der Wohnsiedlung Lößnig nahegelegenen Teil des Parks befinden sich Spielplätze für Kinder verschiedener Altersstufen.
In der Nähe des Silbersees gibt es eine in mehreren Schleifen angelegte asphaltierte Bahn, die sowohl zum Rollschuhlauf als auch zum Betrieb von ferngesteuerten Modellautos genutzt werden kann.
Das weitverzweigte Wegenetz bietet gute Möglichkeiten zur sportlichen Betätigung.

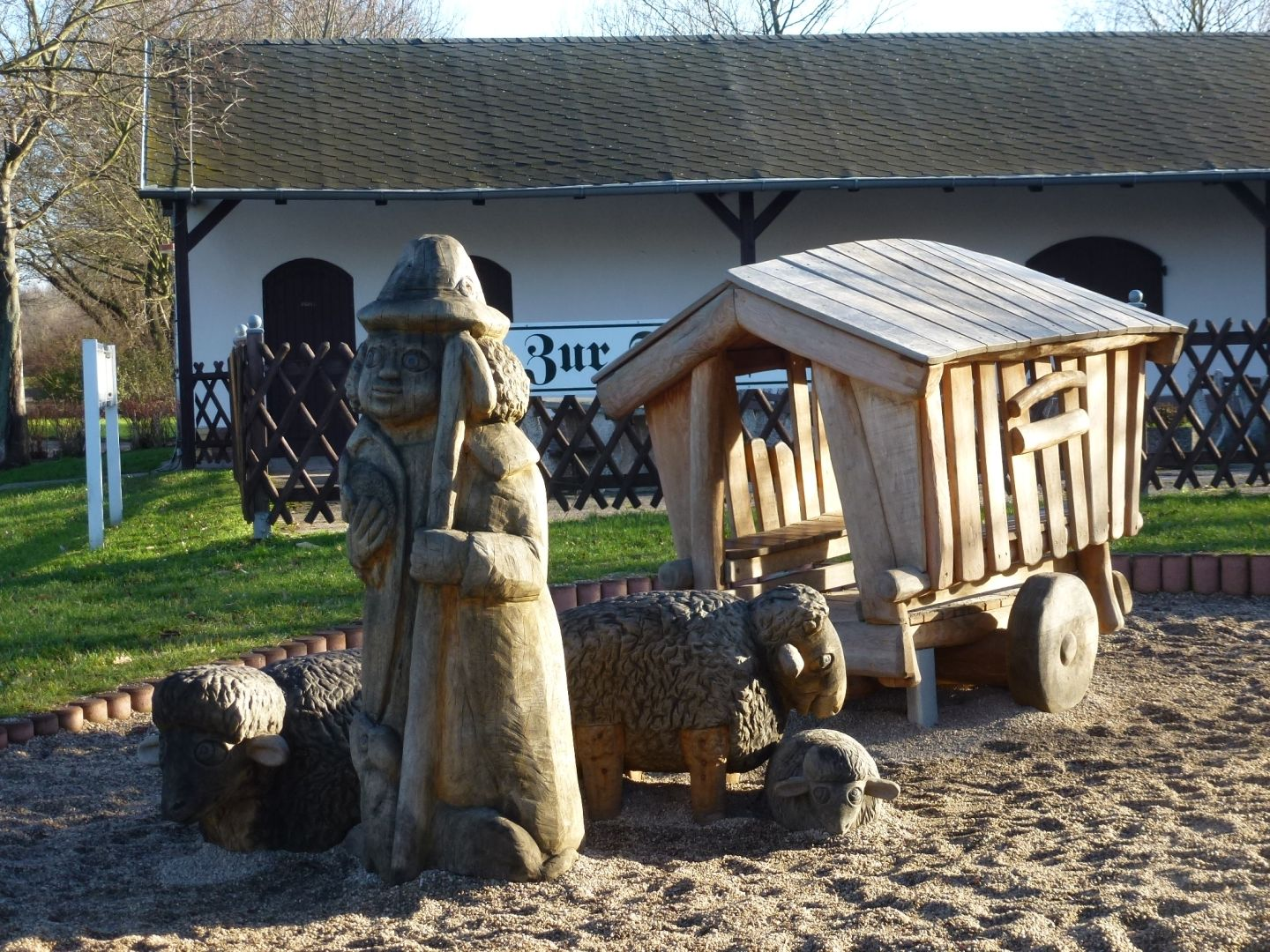
Spielplatz vor der Gaststätte „Zur Schäferei“

### Gastronomie
Die Gaststätte im Park heißt „Zur Schäferei“ und untermauert ihren Namen mit ein paar lebenden Schafen in einem Gatter. Sie liegt in der Nähe des Schäfereiteiches, auf den man von der Freisitzfläche blickt. Ein hölzerner Karren mit einem Schäfer und seiner kleinen Herde vor der Gaststätte – etwa 2013 anstelle eines früheren Büffelgespanns neu errichtet – ist ein attraktiver Anziehungspunkt für Kinder.

### Verschiedenes
An einigen Stellen finden sich Bronzeplastiken, die, ebenso wie eine Pergola, den Parkcharakter der Anlage unterstreichen.
Nach Süden schließt sich an den Park die bis zu 25 Meter hohe Halde Leinestraße (auch Halde Dösen) an, die von der Parkseite aus begehbar ist. Sie entstand nach dem Zweiten Weltkrieg aus Trümmerschutt aus dem Süden Leipzigs und wurde später von der Leipziger Müllabfuhr genutzt, bis sie 1979 endgültig geschlossen wurde. Sie ist inzwischen zum großen Teil bewaldet und auf dem Plateau befinden sich Wiesenflächen. Die Halde ist ein guter Aussichtspunkt sowohl nach Norden über den Park und die Stadt als auch entgegengesetzt über das südliche Leipziger Vorland. Im Volksmund wird die Halde oft als „Ascheberg“ bezeichnet.

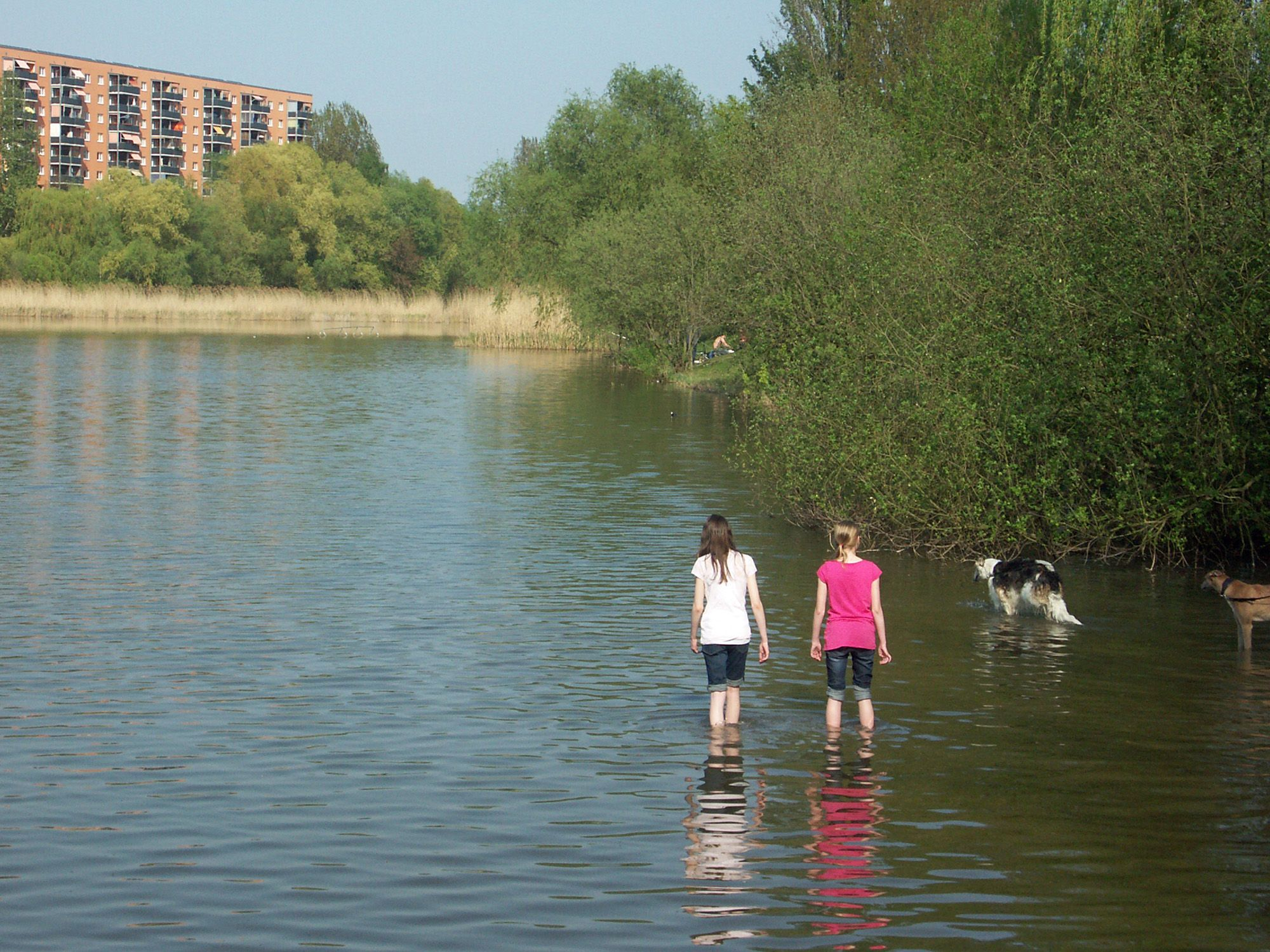
Der Stauteich
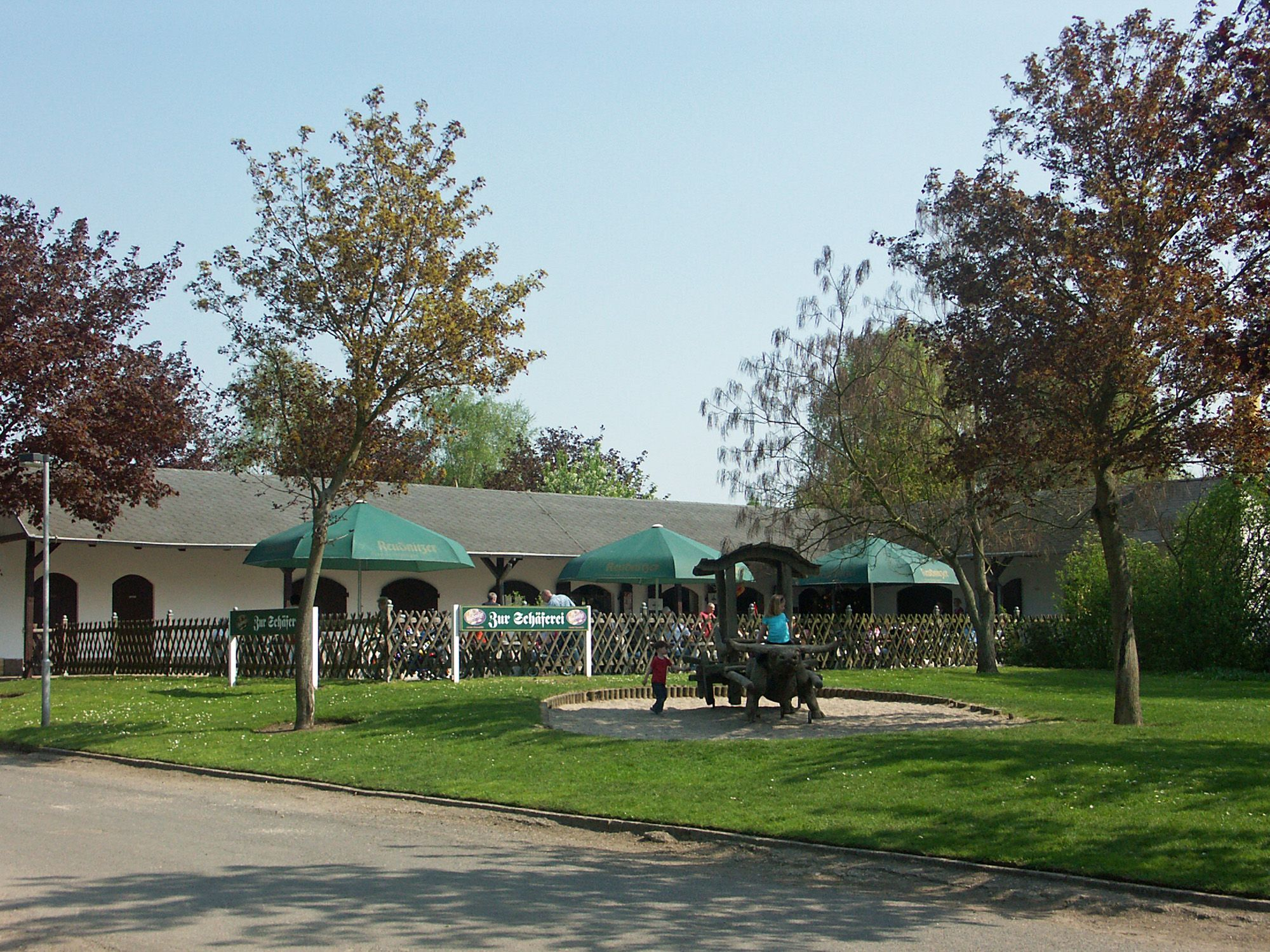
Gaststätte „Zur Schäferei“
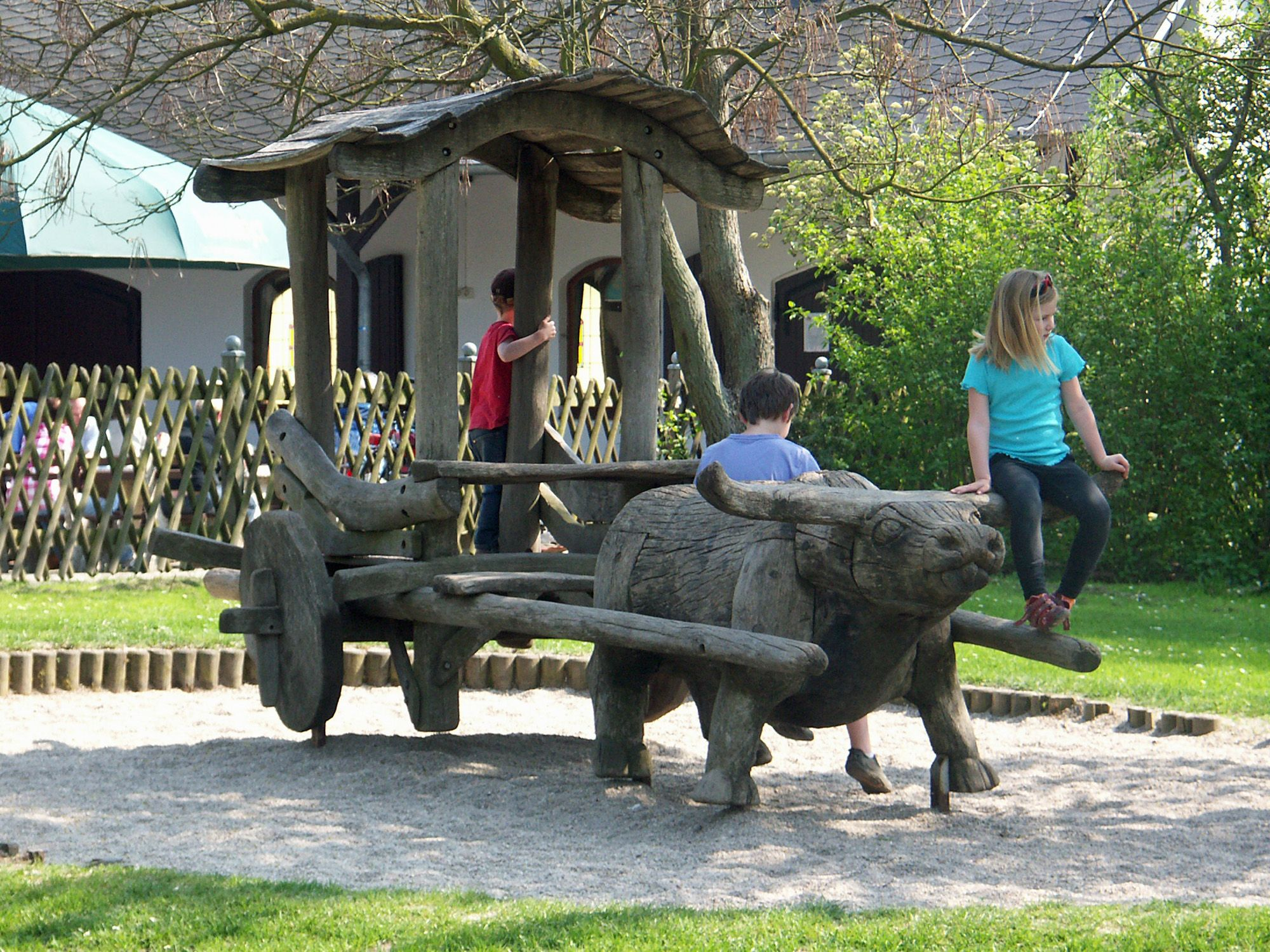
Der Büffelkarren (bis etwa 2013)
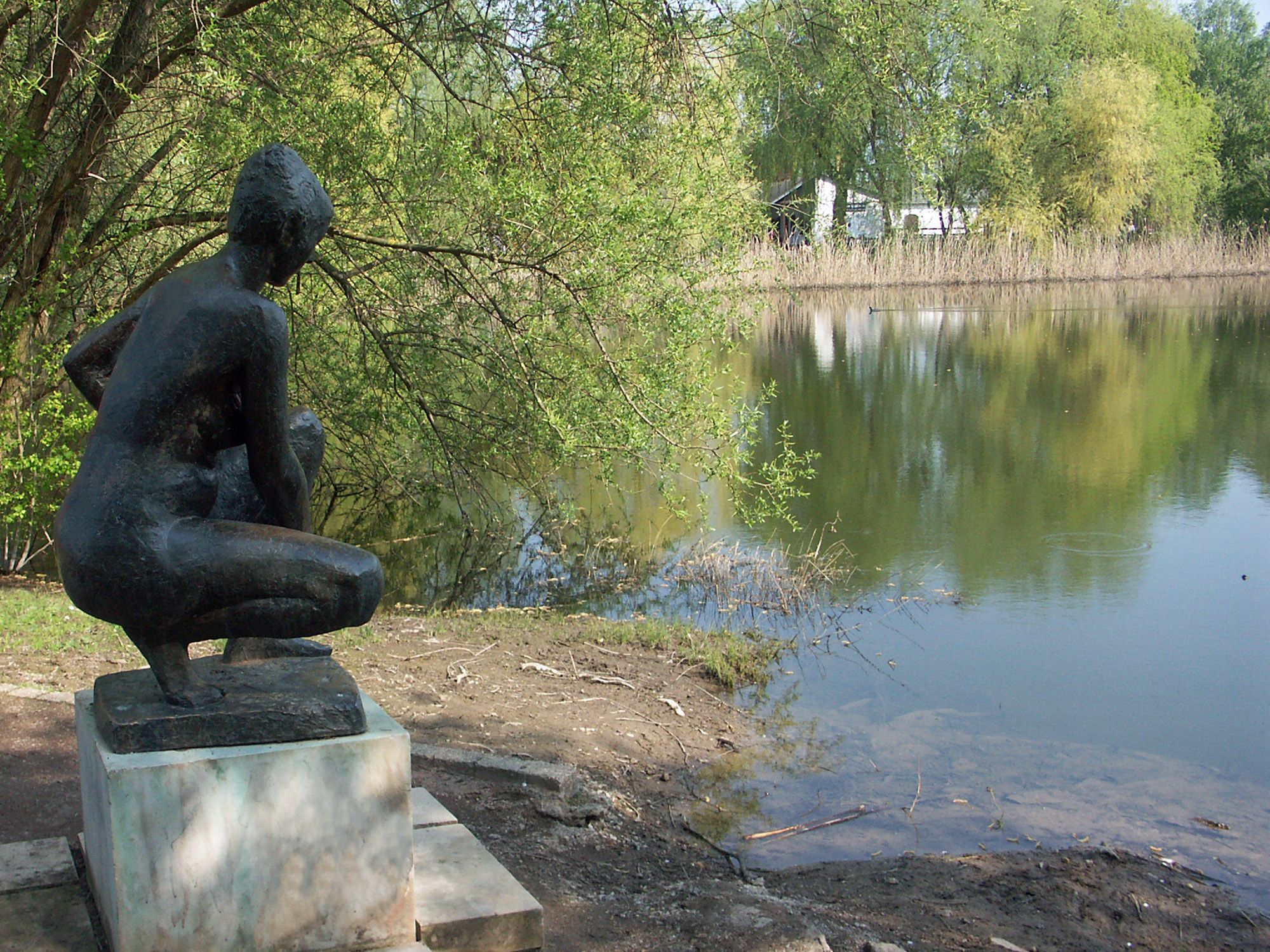
Am Schäfereiteich
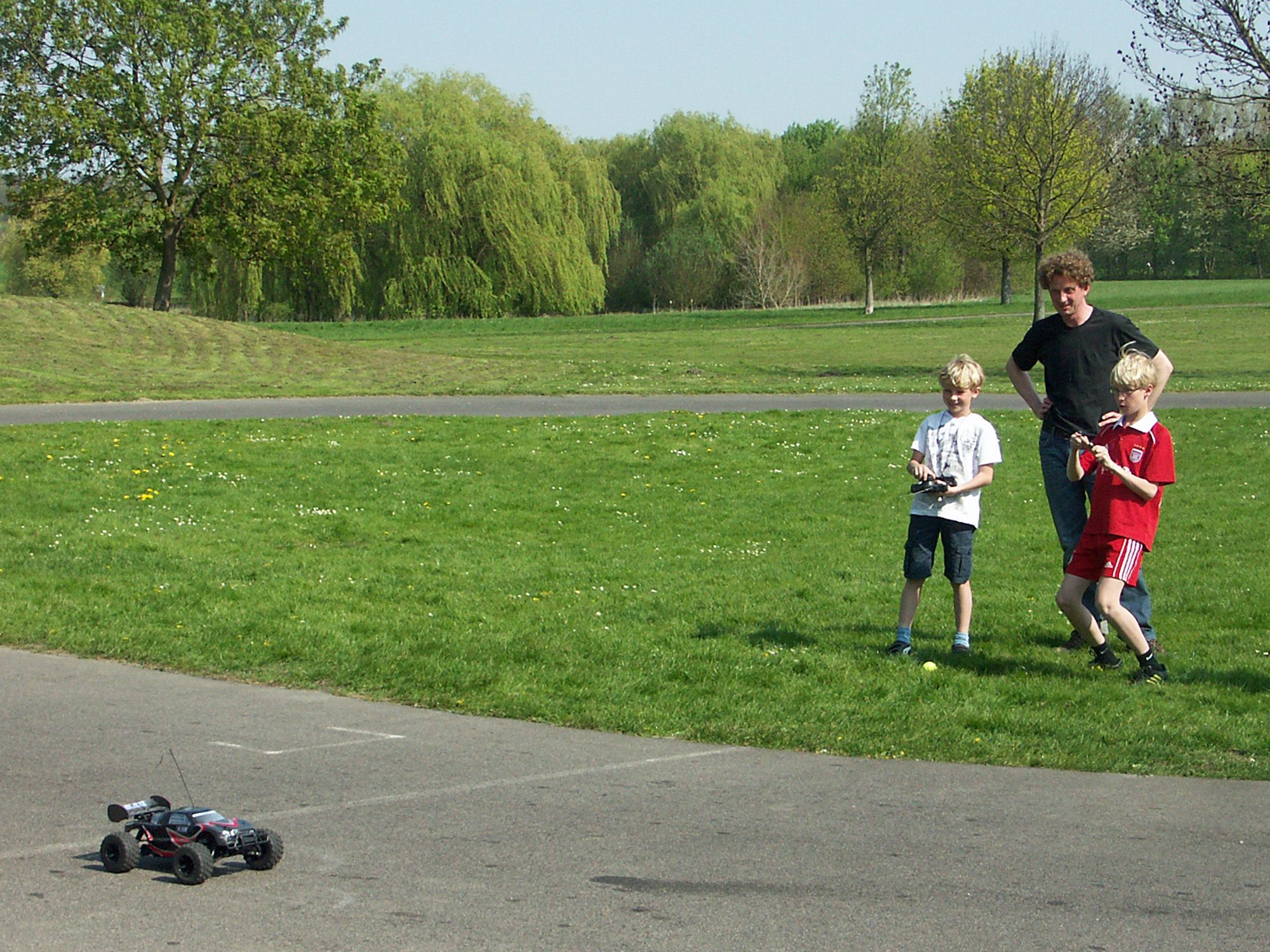
Schnelle Modelle

Bei der Aufforstung im nördlichen Teil des Parkgeländes wurde 1996 ein etwa sechs Hektar großer Bereich als Waldarboretum angelegt. Dazu wurden jeweils in Gruppen fremdländische Baumarten angepflanzt, so zum Beispiel aus dem östlichen Nordamerika Sumpfeiche, Silberahorn und Tulpenbaum, aus dem westlichen Nordamerika Riesen-Lebensbaum, Sitka-Fichte, Douglasie und Riesenmammutbaum, aus Asien Ginkgo, Götterbaum und Maximowiczbirke (auch Kaiser-Birke) sowie aus Europa Edelkastanie, Walnuss und Speierling.
Von 1996 bis 2011 fand im Erholungspark Lößnig-Dölitz, speziell auf der großen Wiese am Stauteich, am letzten Juli-Wochenende die Saxonia International Balloon Fiesta statt, ein Treffen von Heißluftballon-Fahrern aus ganz Europa, das Volksfestcharakter hatte und insbesondere zum abendlichen Ballonglühen Tausende Besucher anlockte.